# August von Cramon
August Friedrich Wilhelm Karl Erdmann von Cramon (Pawlau, 7. travnja 1861. – Quaritz, 19. listopada 1940.) je bio njemački general i vojni zapovjednik. Tijekom Prvog svjetskog rata obnašao je obnašao je dužnost njemačkog predstavnika pri austrougarskom Glavnom stožeru, te dužnost načelnika stožera VIII. korpusa na Zapadnom bojištu.

## Obitelj
August von Cramon je rođen 7. travnja 1861. u Pawlauu. Sin je Friedricha i Katharine von Cramon rođ. Taubadel koji su uz Augusta imali još jednog sina, Bertrama, te dvije kćeri Katharinu i Karolinu. August je sklopio brak s Helene Tschammer und Quaritz s kojom je imao tri sina Friedricha, Günthera i Helmutha, te dvije kćeri Johannu Charlottu i Agnes.

## Vojna karijera
Cramon je u pruskoj vojsci čin poručnika dostigao u rujnu 1891., dok je u čin konjaničkog satnika (rittmeistera) unaprijeđen u lipnju 1896. godine. Od 1898. služi u tjelesnoj pukovniji teške konjice "Grosser Kurfürst" u Breslauu, nakon čega je raspoređen na službu u Glavni stožer. U siječnju 1904. promaknut je u čin bojnika, da bi siječnju 1909. imenovan zapovjednikom Gardijske pukovnije teške konjice smještene u Berlinu. Iduće 1910. godine, u siječnju, unaprijeđen je u čin potpukovnika, nakon čega je u siječnju 1912. imenovan načelnikom stožera VIII. korpusa sa sjedištem u Koblenzu. Na navedenoj dužnosti nalazi se i na početku Prvog svjetskog rata. U međuvremenu je, u listopadu 1912., promaknut u čin pukovnika.

## Prvi svjetski rat
Na početku Prvog svjetskog rata VIII. korpus u kojem je Cramon obnašao dužnost načelnika stožera, a kojim je zapovijedao Erich Tülff von Tschepe und Weidenbach nalazio se u sastavu 4. armije kojom je na Zapadnom bojištu zapovijedao vojvoda Albrecht. S VIII. korpusom Cramon sudjeluje u početnim borbama kod Neufchateaua, te u Prvoj bitci na Marni. Dužnost načelnika stožera obnaša do početka listopada 1914. kada ga je na tom mjestu zamijenio Wilhelm von Dommes. U ožujku 1915. imenovan je njemačkim predstavnikom pri Glavnom stožeru austrougarske vojske zamijenivši na tom mjestu Huga von Freytag-Loringhovena. Istodobno je promaknut u čin general bojnika. Navedenu dužnost obnašao je do kraja rata.

## Poslije rata
Nakon završetka rata Cramon je obnašao dužnost predsjednika Povjerenstava njemačke vojske za mir. Bavio se pisanjem, te je objavio više članaka i knjiga. Predsjedavao je i Organizacijom načelnika stožera "Graf Schlieffen". Preminuo je 19. listopada 1940. u 80. godini života u Quaritzu (danas Gaworzyce u Poljskoj). Pokopan je na groblju Invalidenfriedhof u Berlinu. 

## Vanjske poveznice
(eng.) August von Cramon na stranici Prussianmachine.com